# Giovanni D'Ercole
Giovanni D'Ercole (Morino, 5 ottobre 1947) è un vescovo cattolico italiano, dal 29 ottobre 2020 vescovo emerito di Ascoli Piceno.

## Biografia
Nasce a Rendinara, frazione di Morino, in provincia dell'Aquila e diocesi di Sora-Cassino-Aquino-Pontecorvo, il 5 ottobre 1947.

### Formazione e ministero sacerdotale
Entra nella Piccola opera della Divina Provvidenza.
Il 5 ottobre 1974 è ordinato presbitero, a Roma, dal vescovo Jacques-Paul Martin (poi arcivescovo e cardinale).
Dopo aver frequentato l'istituto teologico della sua congregazione, compie gli studi di filosofia e di teologia presso la Pontificia Università Lateranense e consegue la licenza e nel 1986 il dottorato in teologia morale presso l'Accademia alfonsiana a Roma con una tesi intitolata Evangélisation et mariage traditionnel à Grand-Bassam en Côte-d'Ivoire (Evangelizzazione e matrimonio tradizionale a Grand-Bassam in Costa d'Avorio).
Inizia l'attività giornalistica nel 1968 collaborando come redattore con il Servizio Informazione Religiosa (SIR), l'agenzia di stampa della Conferenza Episcopale Italiana (CEI). Nel 1970 inizia a collaborare anche con il quotidiano Avvenire.
Dal 1976 al 1984 è missionario in Costa d'Avorio dove è parroco e vicario episcopale a Grand-Bassam e professore di teologia morale presso il seminario maggiore ad Anyama, vicino alla capitale Abidjan.
Al rientro in Italia viene nominato parroco della parrocchia di Ognissanti a Roma. Dal 1985 al 1987 ricopre la carica di padre provinciale nella sua congregazione, occupandosi di gestire il Centro-Sud Italia.
Nel 1987 papa Giovanni Paolo II lo nomina vicedirettore della Sala stampa della Santa Sede, allora diretta da Joaquín Navarro-Valls. Nel 1990, su chiamata dell'allora cardinale segretario di Stato Agostino Casaroli, entra a lavorare nella segreteria di Stato della Santa Sede e nel 1998 viene nominato capo ufficio della prima sezione degli Affari Generali della Segreteria di Stato, incarico che mantiene fino al 2009.
Per anni è collaboratore dell'emittente televisiva cattolica Telepace, curando diverse trasmissioni di approfondimento giornalistico. Per Rai 2 conduce nel 1994 la trasmissione Prossimo tuo, in seguito Millennium e poi Terzo Millennio. Dal 2002 autore e conduttore televisivo della rubrica religiosa Sulla via di Damasco. Fino al 2007 scrive e conduce la trasmissione Attualità ecclesiale su Radio Maria; dal 2008 collabora a Radio Maria nella stessa rubrica con don Davide Banzato. Collabora con diverse reti radio-televisive come ospite tra cui Mediaset, Rai, LA7.
Conosce e parla diverse lingue: inglese, francese, spagnolo, portoghese e russo.
È iscritto all'ordine dei giornalisti del Lazio e del Molise ed è direttore responsabile del "Don Orione Oggi", rivista della piccola opera della Divina Provvidenza e della rivista "Crescere" del Movimento Oasi fondato da padre Virginio Rotondi.
Nel 2023 è stato nominato Presidente Onorario di Giuria della II edizione del Sanremo Cristian Music Festival trasmesso in diretta mondiale su Cristian Music TV Channel.

### Ministero episcopale

#### Vescovo ausiliare dell'Aquila

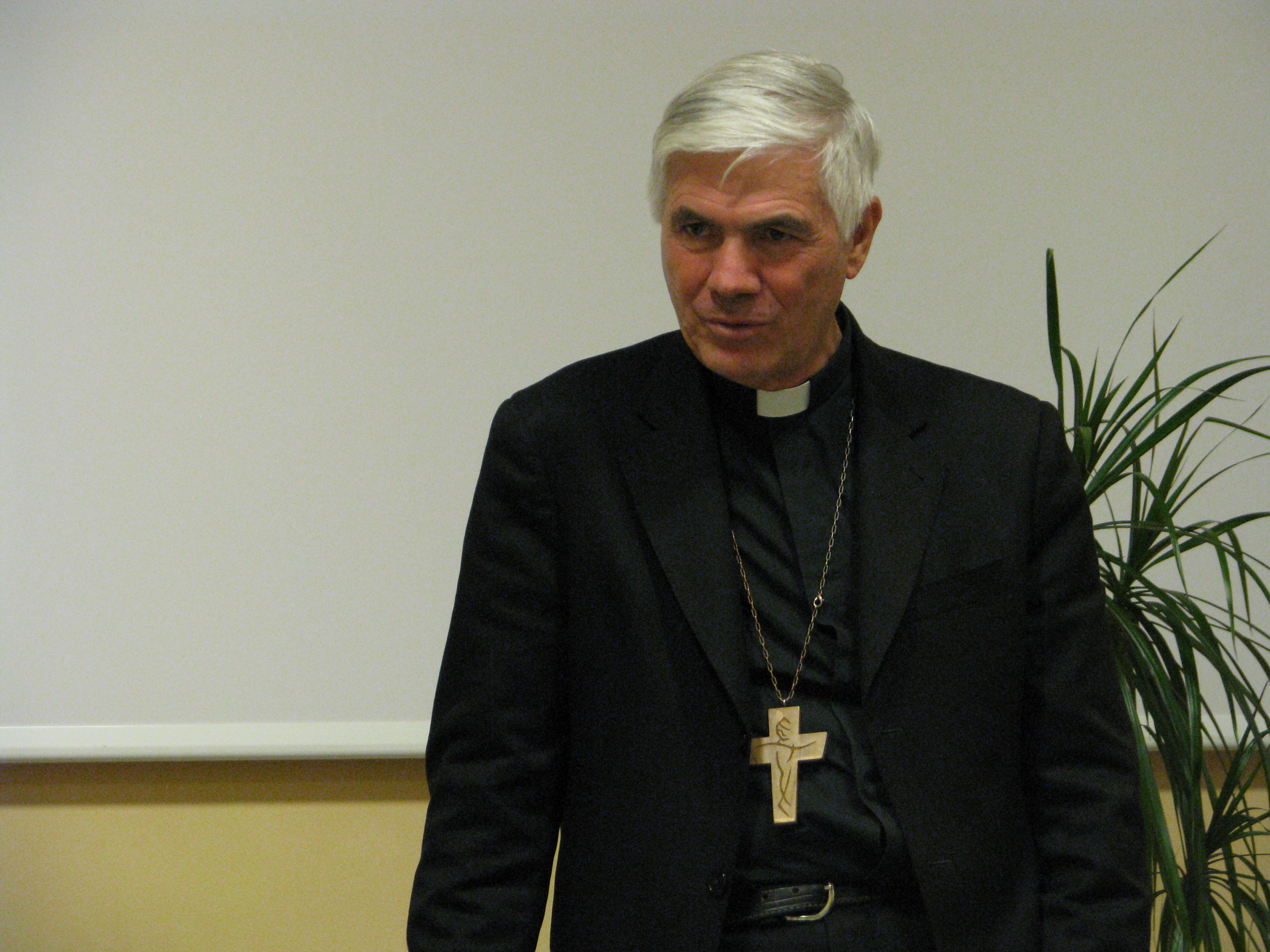
Il vescovo nel 2011.

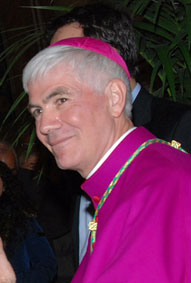
Mons. D'Ercole il giorno della sua ordinazione episcopale, il 12 dicembre 2009.

Il 14 novembre 2009 papa Benedetto XVI lo nomina vescovo ausiliare dell'Aquila e vescovo titolare di Dusa; il 12 dicembre seguente riceve l'ordinazione episcopale, nella basilica di San Pietro in Vaticano, con i vescovi Jean Laffitte e Mario Toso, dal cardinale Tarcisio Bertone, coconsacranti il cardinale Renato Raffaele Martino e l'arcivescovo Giuseppe Molinari. Lo stesso giorno viene nominato vicario generale dell'arcidiocesi dell'Aquila.
Nel maggio 2011 interviene a Bruxelles ad un simposio sull'impatto sociale del dolore cronico promosso dal Parlamento europeo.
L'8 novembre 2011 viene iscritto nel registro degli indagati dalla Procura della Repubblica dell'Aquila nell'ambito dell'inchiesta sulla tentata truffa ai danni dello Stato della Fondazione "Abruzzo Solidarietà e Sviluppo" (l'inchiesta sui cosiddetti "Fondi Giovanardi" per il terremoto). È accusato di false informazioni al PM e di divulgazione di segreti inerenti ad un procedimento penale. Dopo l'archiviazione del reato di false informazioni al PM, il 14 giugno 2012, viene assolto con formula piena, in un procedimento con rito abbreviato, dall'accusa di divulgazione di segreto d'ufficio, perché il fatto non costituisce reato.

#### Vescovo di Ascoli Piceno
Il 12 aprile 2014 papa Francesco lo nomina vescovo di Ascoli Piceno; succede a Silvano Montevecchi, deceduto il 27 settembre 2013. Il 10 maggio successivo prende possesso della diocesi, nella cattedrale di Sant'Emidio.
Dopo la già tragica vicenda dell'Aquila, in qualità di vescovo di Ascoli Piceno si prodiga in prima linea per il terremoto del 24 agosto 2016.
Il 29 ottobre 2020 papa Francesco accoglie la sua rinuncia al governo pastorale della diocesi; assume da allora il titolo di vescovo emerito di Ascoli Piceno. Lo stesso giorno pubblica un video nel quale spiega di aver rinunciato alla carica per ritirarsi in monastero e dedicarsi così alla preghiera.

#### Ministero successivo
Il 14 novembre 2020, dopo una visita di saluto a papa Francesco, parte per il Regno del Marocco diretto al monastero trappista di Nostra Signora dell'Atlante, a Midelt, dove dimora per un ritiro prolungato di preghiera fino al 31 gennaio 2021. L'8 febbraio 2021 rientra in Italia. Il successivo 15 giugno, in accordo con la Congregazione dei vescovi e l'istituto orionino, parte nuovamente per il Marocco su richiesta del cardinale arcivescovo di Rabat Cristóbal López Romero «per collaborare con l'arcivescovo, occupandosi particolarmente dell'accompagnamento spirituale e dell'aiuto ai sacerdoti e alle comunità parrocchiali e religiose [...] per la formazione continua e l'animazione spirituale e l'aggiornamento pastorale degli agenti pastorali [...] per le attività in corso di dialogo ecumenico e con l'Islam». Fissa la residenza a Casablanca. Da lì visita le comunità del territorio circostante, rientrando abbastanza frequentemente in Italia e spostandosi in altre parti del mondo.

## Genealogia episcopale
La genealogia episcopale è:
- Cardinale Scipione Rebiba
- Cardinale Giulio Antonio Santori
- Cardinale Girolamo Bernerio, O.P.
- Arcivescovo Galeazzo Sanvitale
- Cardinale Ludovico Ludovisi
- Cardinale Luigi Caetani
- Cardinale Ulderico Carpegna
- Cardinale Paluzzo Paluzzi Altieri degli Albertoni
- Papa Benedetto XIII
- Papa Benedetto XIV
- Cardinale Enrico Enriquez
- Arcivescovo Manuel Quintano Bonifaz
- Cardinale Buenaventura Córdoba Espinosa de la Cerda
- Cardinale Giuseppe Maria Doria Pamphilj
- Papa Pio VIII
- Papa Pio IX
- Cardinale Gustav Adolf von Hohenlohe-Schillingsfürst
- Arcivescovo Salvatore Magnasco
- Cardinale Gaetano Alimonda
- Cardinale Agostino Richelmy
- Vescovo Giuseppe Castelli
- Vescovo Gaudenzio Binaschi
- Arcivescovo Albino Mensa
- Cardinale Tarcisio Bertone, S.D.B.
- Vescovo Giovanni D'Ercole, F.D.P.

## Opere
- Giovanni D'Ercole, Camminando, la speranza... Note di spiritualità quotidiana, Piemme, 1989, ISBN 978-88-384-1390-2.
- Giovanni D'Ercole, Lettere dalla droga. Comunità incontro di Don Pierino Gelmini, Piemme, 1990, ISBN 978-88-384-1473-2.
- Giovanni D'Ercole e Roberto Raus (a cura di), Lettere dalla speranza, Milano, Piemme, 1997, ISBN 978-88-384-3042-8.
- Giovanni D'Ercole, Introduzione, in Cercando il volto. L'umanità del missionario, Insieme, 2000, ISBN 978-88-87873-15-3.
- Giovanni D'Ercole, Nulla andrà perduto. Il mio grido di speranza per l'Italia, Piemme, 2012, ISBN 978-88-566-2564-6.

## Programmi televisivi
- Prossimo tuo, su Rai 2, dal 1994 al 1999.
- Millennium (poi Terzo Millennio), su Rai 2, dal 2000 al 2002.
- Sulla via di Damasco, su Rai 2, dal 2002 al 2018.